# Казалморо
Казалмо̀ро (на италиански: Casalmoro, на местен диалект: Casalmor, Казалмор) е село и община в Северна Италия, провинция Мантуа, регион Ломбардия. Разположено е на 47 m надморска височина. Населението на общината е 2266 души (към 2014 г.).